# گویش مدک لشتی
گویش مدک لشتی (همچنین به عنوان مدگ لشتی نیز شناخته می‌شود) یک گویش فارسی است که در شهر مدک لشت در دره شیشی کوه در ناحیه چترال، در شمال ایالت خیبر پختونخوا پاکستان گفتگو می‌شود. این گویش ارتباط نزدیک با گویش گویش بدخشانی تاجیکی دارد که در منطقه بدخشان افغانستان و تاجیکستان صحبت می‌شود.
این زبان کاملاً از زبان‌های دیگر منطقه متمایز است و به ندرت از کهواری، زبان هندوآریایی رایج در منطقه، وام‌واژه گرفته‌است. با این حال این گویش تحت تأثیر زبان‌های پامیری به ویژه روشانی بوده‌است. مدک لشتی در جنوب با گوجری و در شمال با پشتو احاطه شده‌است.